# Uperoleia stridera
Espèce
Uperoleia stridera est une espèce d'amphibiens de la famille des Myobatrachidae.

## Répartition
Cette espèce est endémique du Nord-Ouest de l'Australie. Elle se rencontre en Australie-Occidentale et dans le Territoire du Nord.

## Publication originale
- Catullo, Doughty & Keogh, 2014 : A new frog species (Myobatrachidae: Uperoleia) from the northern desert region of Australia, with a redescription of U. trachyderma. Zootaxa, no 3753 (3), p. 251-262.